# عبدة آباد (قلعة خواجة)
عبدة آباد (بالفارسية: عبده اباد) هي قرية تقع في إيران في محافظة خوزستان. يقدر عدد سكانها بـ 0 نسمة بحسب إحصاء 2016.